# Campo di concentramento di Theresienstadt

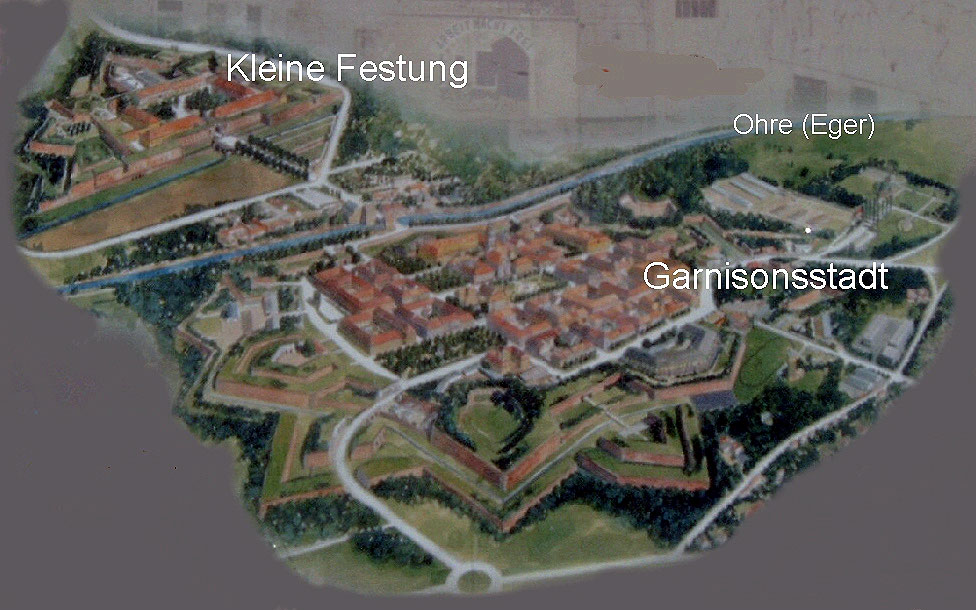
Pianta dell'intero complesso di Theresienstadt (1940-1945): la "Piccola Fortezza" (Kleine Festung) e la "Grande Fortezza-guarnigione" (Garnisonsstadt)

Il campo di concentramento di Theresienstadt (o ghetto di Terezín secondo la definizione preferita da alcuni studiosi) è stata una struttura di internamento e deportazione utilizzata dalle forze tedesche durante la seconda guerra mondiale, tra il 24 novembre 1941 e il 9 maggio 1945.
Incorporata dal Terzo Reich nel 1938, Terezín, a 60 km da Praga, è nota per aver concentrato nel campo omonimo «i maggiori artisti», «il fiore degli intellettuali ebrei mitteleuropei, pittori, scrittori, musicisti» e con «una forte presenza di bambini». Presentato dalla propaganda nazista come esemplare insediamento ebraico, fu in realtà un luogo di raccolta e smistamento di prigionieri da indirizzare soprattutto ai campi di sterminio di Treblinka ed Auschwitz.
Secondo i dati confermati dall'Istituto Yad Vashem, su un totale di «155.000 ebrei passati da Theresienstadt fino alla sua liberazione l'8 maggio 1945; 35.440 perirono nel ghetto e 88.000 furono deportati» per essere eliminati. Nel computo finale (degli arrivi e dei morti) sono inclusi anche i circa 15 000 ebrei che giunsero al campo nelle ultime due-tre settimane, sfollati da altri campi di concentramento.

## Terezín prima della seconda guerra mondiale
Terezín (in tedesco Theresienstadt), costruita tra il 1780 e il 1790, nacque come città-fortezza, all'interno del sistema di fortificazione antiprussiano voluta da Giuseppe II d'Asburgo-Lorena e dedicata a sua madre Teresa. Presentava due poli distinti: la "grande fortezza" e la "piccola fortezza". Nel 1882 la "grande fortezza" fu abbandonata come sede di guarnigione e la "piccola fortezza" fu adibita a carcere di massima sicurezza.
Durante la prima guerra mondiale, nella "piccola fortezza" fu imprigionato e morì nel 1918 Gavril Princip, uccisore dell'arciduca Francesco Ferdinando erede al trono austroungarico. Tale assassinio fu il casus belli che fece crollare l'instabile assetto politico europeo provocando la prima guerra mondiale. A Terezín furono tenuti prigionieri anche militari italiani catturati: Carlo Salsa, ufficiale d'artiglieria, prigioniero nel campo, catturato nel 1917 prima di Caporetto, scrisse nel suo diario: «Al campo della truppa, prossimo al nostro, sono concentrati 15.000 soldati: ne muoiono circa 70 al giorno per fame. Spesso questi morti non vengono denunciati subito per poter fruire della loro razione di rancio, i compagni li tengono nascosti sotto i pagliericci fino a che il processo di decomposizione non rende insopportabile la loro presenza».

## Ghetto e campo di concentramento di Terezin (1941-1945)
La Gestapo prese il controllo di Theresienstadt il 10 giugno 1940 e trasformò la "piccola fortezza" in prigione denominandola kleine Festung (piccola fortezza). Dal 24 novembre 1941, l'intera cittadina (grosse Festung, grande fortezza) venne destinata a essere un ghetto dopo essere stata cinta da un muro. Il campo, fondato da uno dei capi delle SS, Reinhard Heydrich, divenne presto il punto di arrivo per un grande numero di ebrei provenienti da tutta la Cecoslovacchia occupata dai tedeschi, ma anche dalla Germania e dall'Austria. I settemila abitanti non-ebrei che vivevano a Theresienstadt vennero espulsi dalla città, rendendo il campo una comunità esclusivamente ebraica e separata.
La funzione del ghetto, in una prima fase, fu concepita per l'attività subdola di propaganda nazista con la presentazione del luogo come esempio di tutti gli altri insediamenti e per l'internamento di personaggi famosi, conosciuti all'estero. Specialmente con il cosiddetto "programma di abbellimento" che precedette l'ispezione della Croce Rossa il 23 giugno 1944 e la realizzazione di filmati di propaganda ai primi di settembre 1944, Theresienstadt fu presentata come "zona autonoma di insediamento ebraico", "il modello" nazista di insediamento per gli ebrei da presentare al mondo. Dalla fine di settembre 1944, si abbandonò ogni finzione propagandistica per procedere il più velocemente possibile alla liquidazione del campo con l'invio dei rimanenti prigionieri ad Auschwitz.
In realtà, al di là della propaganda, la funzione del campo fu fin dall'inizio sempre la stessa, quella di fungere da collettore per le operazioni di sterminio, come centro di raccolta per il transito dei prigionieri verso i campi di sterminio. I trasporti cominciarono nel gennaio 1942, a poche settimane dall'apertura ufficiale del campo e proseguirono con cadenza regolare per tutta la durata della guerra. «La truffa nazista divenne evidente [già] dal gennaio 1942 quando iniziarono a partire da Theresienstadt i trasporti destinati prima ai ghetti orientali e subito dopo verso Treblinka ed Auschwitz» Le condizioni di vita nel campo furono durissime. I documenti relativi ai trasporti ferroviari indicano che tra il 1941 e il 1945 giunsero a Theresienstadt più di 155 000 ebrei, dei quali circa un quarto (più di 35 000) morì nel campo principalmente a causa delle pessime condizioni di detenzione (fame, stenti, privazioni, malattie, principalmente di tifo esantematico verso la fine della guerra). Più di 88 000 furono i deportati da Theresienstadt verso i ghetti orientali e i campi di sterminio (dei quali solo 3 600 sopravvissero). Quando il 5 maggio 1945 il controllo del campo fu trasferito dalla Germania alla Croce Rossa, cinque giorni prima dell'arrivo delle truppe sovietiche, solo 17 247 erano i prigionieri del campo ancora in vita, cui nelle ultime due-tre settimane si erano aggiunti circa 13 000 persone sopravvissute tra gli sfollati da altri campi di concentramento.

## I prigionieri e le loro condizioni di vita nel campo
Il primo gruppo di prigionieri ad arrivare al Campo di concentramento di Theresienstadt tra il 24 novembre ed il 4 dicembre 1941 fu un contingente di 3 300 ebrei cechi con il compito di trasformare la fortezza grande in un campo di concentramento in grado di ricevere decine di migliaia di persone. L'idea originaria era di farne un campo per l'imprigionamento degli ebrei anziani tedeschi e austriaci, destinati a morirvi per "cause naturali". In realtà tale idea non fu mai attuata perché il campo venne immediatamente usato per concentrarvi anche gli ebrei della Boemia, senza distinzione di età, come luogo di transito per i trasporti verso i ghetti orientali e i campi di sterminio. Delle 109 114 persone che arrivarono a Theresienstadt dalla fine del 1941 alla fine del 1942, furono 43 871 quelle subito inviate alla morte. Tra le migliaia di prigionieri vi furono anche molti importanti artisti, diplomatici, letterati e giuristi provenienti dalla Germania, dall'Austria e dalla Cecoslovacchia.

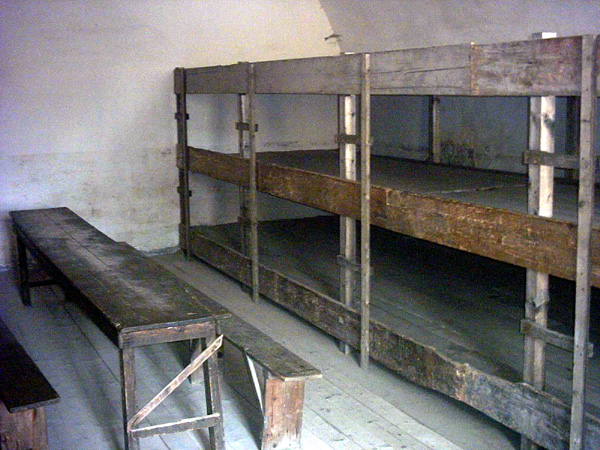
Una cella del campo

Le condizioni di vita a Theresienstadt si fecero subito molto difficili: all'interno della fortezza grande, in un'area precedentemente abitata da 7 000 cechi, si trovarono a convivere oltre 50 000 ebrei. Il cibo era scarso, le medicine inesistenti, la situazione abitativa drammatica. Nel 1942 morirono nel campo almeno 16 000 persone, inclusa Esther Adolphine (una sorella di Sigmund Freud), che morì il 29 settembre 1942; Heinrich Rauchinger, pittore polacco, Friedrich Münzer (un noto studioso di storia classica tedesco) che morì il 20 ottobre 1942 e due fratelli della nonna del politico statunitense John Kerry. Per far fronte al numero elevato dei decessi un crematorio fu costruito nel campo.

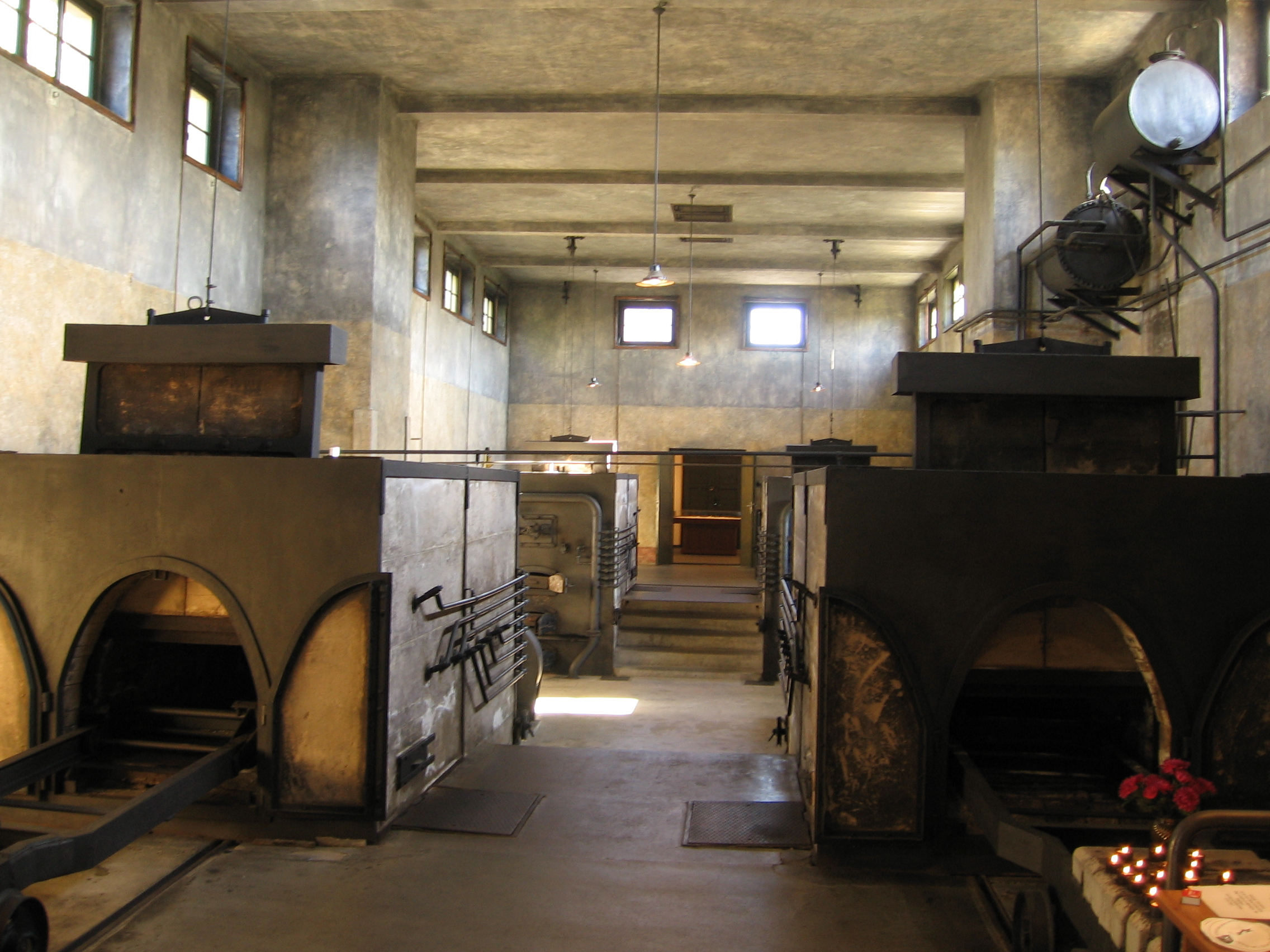
Il crematorio del campo

Gli ebrei rinchiusi nel campo di Theresienstadt «nonostante la costante minaccia della deportazione, ebbero una notevole vita culturale »: Potevano ad esempio avere accesso ad una biblioteca di 60.000 volumi, «scrittori, professori, musicisti e attori tennero conferenze, concerti e spettacoli teatrali».

### I bambini di Terezín
La cospicua presenza di bambini, i bambini di Terezín, all'interno del campo fece sì che, per quanto possibile, i prigionieri adulti si adoperassero affinché tutti i bambini deportati potessero continuare il loro percorso educativo.
Nonostante fosse loro proibito di frequentare la scuola, i bambini presenti a Terezín «frequentarono le scuole» autogestite del ghetto. Quotidianamente si tenevano lezioni ed altre attività culturali. Per loro e con loro si allestirono spettacoli teatrali e musicali. Tra il 1943 e il 1944 l'opera per bambini Brundibar di Hans Krása, venne messa in scena per ben 55 rappresentazioni; il giovane cantante protagonista Honza Treichlinger divenne una celebrità nel campo. Inoltre la comunità riuscì a pubblicare una rivista illustrata, Vedem, che, fondata e diretta dal giovanissimo Petr Ginz, trattava di poesia, dialoghi e recensioni letterarie ed era completamente prodotta da ragazzi di un'età compresa tra i dodici ed i quindici anni.
L'insegnante d'arte Friedl Dicker-Brandeis creò una classe di disegno per bambini nel ghetto: il risultato di questa attività furono oltre quattromila disegni che Dicker-Brandeis nascose in due valigie prima di essere deportata ad Auschwitz. Questa collezione riuscì a scampare alle ispezioni naziste e venne riscoperta al termine del conflitto, dopo oltre dieci anni. Molti di questi disegni possono oggi essere ammirati al Museo ebraico di Praga dove la sezione archivio dell'Olocausto è responsabile dell'amministrazione della collezione di Theresienstadt.
Alla conclusione del conflitto degli oltre 15 000 bambini di Terezín solo circa 1 800 saranno ancora in vita, considerando anche i circa 800 adolescenti che negli ultimi mesi e settimane di vita del campo giunsero a Terezin da altri campi di concentramento. L'United States Holocaust Memorial Museum calcola che il «90 per cento dei bambini di Terezin morirono nei campi di sterminio»

## La musica come mezzo di ribellione e speranza
Una esclusività di Theresienstadt, fu il gran numero di musicisti strumentali, compositori e maestri d'orchestra che vi transitarono. Basti pensare a compositori come Viktor Ullmann, Zikmund Schul, Pavel Haas, Gideon Klein, Hans Krása, Rudolf Karel, Rudolf Kende; maestri di orchestra come Rafael Schächter, e musicisti come Alice Herz-Sommer, Eric Vogel, Pavel Lipensky, Martin Roman e Julius Stwertka per citare i più noti. Le SS siccome ritennero strategicamente «utile a scopo di propaganda» il campo, con il tempo non solo tollerarono quelle manifestazioni culturali, ma «le accolsero con favore».
A Theresienstadt furono eseguiti centinaia di concerti con un pubblico misto di ebrei ed SS, fra cui anche il gerarca nazista Adolf Eichmann. Il repertorio proposto era vario, vasto e riguardava generi molto diversi: dalle opere sinfoniche alla musica da camera, dagli oratori ai canti religiosi, dalla musica classica a quella popolare e allo stesso swing. Venivano eseguite non solo le composizioni e le opere di cechi come Leoš Janáček, Josef Suk e Bedřich Smetana (La sposa venduta), ma anche di quelle di Beethoven, Mozart, Brahms così come, opere come la Tosca di Giacomo Puccini e la Carmen di Georges Bizet fino allo stesso Verdi con il suo Requiem.
«La necessità vitale del fare musica di musicisti professionisti (in un primo momento la musica era rigorosamente proibita e il possesso di uno strumento era punito con la morte anche a Terezin; i primi concerti nel campo erano perciò clandestini); tuttavia, probabilmente, non si resero conto di aver innescato una macchina formidabile di resistenza»
Il fermento musicale di Theresienstadt secondo alcuni studiosi fu dovuto al fatto che «molti artisti imprigionati cercarono di mantenere la loro identità musicale attraverso la prosecuzione delle loro attività precedenti», e non solo:
Brundibár e tutto ciò che di culturale abbiamo fatto aveva una grandissima importanza per noi. Questo materiale ci ha un po’ aiutati ad entrare in un altro mondo, a dimenticare per un po’ la brutta realtà, dimenticare che avevamo fame […] A Terezìn noi non abbiamo assaggiato del latte per anni, né uova, né torte, né caramelle. Ed improvvisamente c’era uno che vendeva gelati e cioccolata, come se ci fossero veramente.[…] Più di tutto Brundibár ha dato questa forza creativa per cui nessuno aveva più fame, attraverso questo poteva dimenticarlo.
Brundibár, insomma, ha infuso nei prigionieri di Theresienstadt, seppur per breve tempo, la speranza, la voglia di continuare a vivere e a sperare in tutta una serie di cose che difficilmente essi avrebbero potuto immaginare di nuovo e rivivere. L'arte, più in particolare la musica, nel nostro caso assume dunque una funzione "catartica", di purificazione dei traumi vissuti attraverso la rievocazione tragica degli stessi che quasi va sfumando nel comico, nel grottesco e nel carnascialesco.»
(ANED)
Una delle più importanti opere usata dai musicisti, coristi e cantanti come mezzo di fervente protesta e denuncia nei confronti del regime nazista, fu quella diretta dal maestro d'orchestra Rafael Schächter: il Requiem di Verdi. Con le parole di quell'opera, i musicisti e i cantanti ebrei non solo "cantarono" ai loro persecutori le loro malefatte, ma invocarono l'ira e il duro giudizio di Dio con la loro conseguente liberazione dal quel giogo. Alla presentazione "della prima", quelle maledizioni cantate sortirono l'effetto desiderato dagli ebrei che si esibirono, fra il pubblico nazista era presente anche uno dei principali responsabili del genocidio che li riguardava: Adolf Eichmann.

### IlRequiemdi Verdi: «Canteremo ai nazisti quello che non possiamo dire loro»

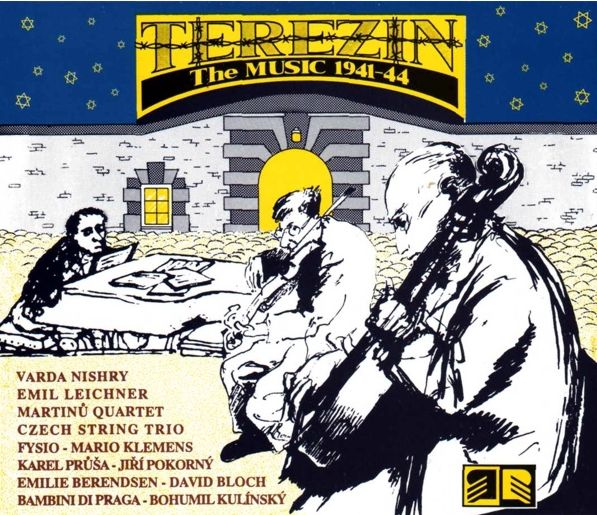
La copertina del due CD: Terezín: The Music 1941-1944. Musica scritta dai detenuti nel campo di concentramento di Terezín durante la seconda guerra mondiale

(Dies irae, de La Messa di Requiem di Giuseppe Verdi)
abbi cura della mia sorte»
(Confutatis, de La Messa di Requiem di Giuseppe Verdi)
Eseguito in occasione del primo anniversario della morte di Alessandro Manzoni, il 22 maggio 1874, nella chiesa di San Marco a Milano, La Messa di Requiem, una delle opere più imponenti di Verdi, ebbe tanto successo che la fama della composizione superò presto i confini nazionali.
Fu l'internato maestro d'orchestra Rafael Schächter a pensare «con decisione e tenace ostinazione» che l'opera di Verdi, nonostante le difficoltà di reperimento degli strumenti, e la ricerca di validi coristi, orchestrali e cantanti, si prestasse alla protesta "cantata" contro i loro aguzzini, soprattutto con il suo Dies irae dell'opera appartenente alla cultura cattolica che sarebbe stata eseguita questa volta da orchestrali, cantanti e coristi ebrei.
Un rapporto dettagliato su come il coraggioso maestro Schächter si procurò gli strumenti, scelse i cantanti, il coro e gli orchestrali, fece le innumerevoli prove fino all'esecuzione dell'opera di Verdi, la fece nel 1963 un testimone oculare, lo scrittore e giurista Josef Bor anche lui internato a Theresienstadt al tempo di quella prima rappresentazione. Bor nel ghetto fino da giugno 1942 «a seguito dei tentativo di attentato a Praga ai danni di Reinhard Heydrich» fu trasferito ad Auschwitz ad ottobre del 1944 per essere internato infine a Buchenwald. Diciotto anni dopo la sua liberazione scrive un libro su quel memorabile concerto e lo titola Il Requiem di Terezin, un libro ristampato fino ai nostri giorni, in cui viene dimostrato come «quella rappresentazione ha segnato uno degli episodi più clamorosi della storia della Shoah»
L'opera, rappresentata nel campo-ghetto almeno quindici volte, fu preparata da tutti gli esecutori con un impegno inconsueto, doveva rappresentare "la vendetta in musica" degli ebrei sui nazisti e Bor descrive «a tinte forti» tutti i passaggi della preparazione ed esecuzione di «un'orchestra e un coro composti esclusivamente da deportati ebrei, in attesa di essere mandati a morte, e consapevoli di quanto li aspettava».
L'accademico e filologo Giulio Busi, uno dei massimi studiosi italiani di misticismo, storia e tradizioni ebraiche, riprendendo il rapporto di Bor su quel concerto osserva:
«Con un solo pianoforte malconcio e un'unica copia della partitura, che orchestrali e cantanti dovevano imparare a memoria, Schächter aveva messo assieme, nel 1942, uno spettacolo di grande livello e d'inaudita forza simbolica. «Canteremo ai nazisti quello che non possiamo dire loro», questo era il suo programma, basato sull'intensificazione e, in parte, sul rovesciamento della grande opera verdiana. Requiem aeternam dona eis, Domine, et lux perpetua luceat eis, tale è l'invocazione all'inizio dell'Introito. Ma quale vita eterna potevano chiedere le vittime ebree della Shoah, quale pace, che ricompensa oltremondana sarebbe mai valsa nell'orrore del lager? La risposta di Schächter, visionario direttore d'orchestra, prevedeva un'eversione dell'ordine temporale del Requiem. Quand'anche l'ultimo deportato fosse morto nelle camere a gas, il giorno del giudizio e della punizione - il terrifico, incalzante Dies irae verdiano - sarebbe giunto per i persecutori ancora in vita. Schächter, i suoi artisti, tutti gli spettatori ebrei erano consapevoli - secondo Bor - del contenuto di rabbia e dell'aspettativa di riscatto mondano di cui si rivestiva il capolavoro di Verdi. Una vendetta di cui si sarebbero incaricati altri uomini, a breve, non nella dimensione escatologica ma in Europa, in Germania, nel Paese dei carnefici già in fiamme e stretto d'assedio.»
Secondo il rapporto che ne fa lo scrittore Bor, l'opera fu eseguita, e fu un grande successo. Oltre ad un pubblico di ebrei, c'erano tutti gli alti gradi dei nazisti, con un ascoltatore d'eccezione, uno dei maggiori responsabili operativi dello sterminio degli ebrei nella Germania nazista, Adolf Eichmann che applaudì insieme agli altri per la eccezionale esecuzione. Ad avviso di Bor, i cinici nazisti pensarono che quei cantanti e coristi ebrei, avevano cantato il Requiem per se stessi e per la sorte che di lì a poco gli sarebbe spettata: non avevano capito che il Requiem era per loro.
La conclusione del suo libro-rapporto termina con: «Terminò l'estate e cominciò di nuovo il periodo dei convogli. Il Lagerkommandant aveva promesso che non avrebbe separato il gruppo degli artisti. Mantenne la promessa, partirono tutti insieme. Rafael Schächter con i suoi amici, nei primi vagoni del primo convoglio...»
Nella postfazione di un'altra importante pubblicazione su Theresienstadt, La musica a Terezin 1941-1945, il pianista e musicologo Francesco Lotoro, esperto in musica giudaica, specifica la sorte che toccò a "quelli" che «partirono tutti insieme» sottolineando «come il 17 ottobre 1944 rappresenti "una data tristemente epocale per la cultura, la civiltà e l'arte mitteleuropea, in poche ore scomparve un'intera generazione di musicisti, compositori, celebri virtuosi della tastiera [...] uno spaventoso buco generazionale del quale solo oggi l'intellettualità ha preso coscienza»

## Utilizzo propagandistico del campo
Nell'ottobre del 1943 circa 500 ebrei provenienti dalla Danimarca vennero inviati a Theresienstadt e rappresentavano coloro che non si era riusciti a far fuggire verso la neutrale Svezia, in una vasta operazione clandestina di salvataggio degli ebrei danesi che mise in salvo circa 8 000 di essi, quando due anni dopo l'invasione tedesca le autorità naziste decisero la loro deportazione. L'arrivo di questo gruppo di ebrei danesi ebbe un impatto significativo perché le autorità danesi insistettero presso il governo tedesco affinché la Croce Rossa avesse la possibilità di visitare il campo. Questo attivo interessamento rappresentò una rara eccezione in quanto molti dei governi europei dell'epoca sotto occupazione tedesca collaborarono attivamente all'Olocausto o impauriti da eventuali reazioni, non insistettero minimamente sulla sorte e sul rispetto dei propri cittadini di origine ebraica.
Alla fine Adolf Eichmann ritenne opportuno acconsentire alle insistenze del governo danese, accordando il 23 giugno 1944 una visita al campo ai rappresentanti della Croce Rossa internazionale al fine di dissipare le voci relative ai campi di sterminio. Per eliminare l'impressione di sovrappopolazione del campo e nascondere gli effetti della malnutrizione, 7 500 ebrei giudicati "impresentabili" vennero deportati verso un tragico destino ad Auschwitz alla vigilia dell'arrivo della delegazione della Croce Rossa. L'amministrazione del campo si occupò inoltre di costruire falsi negozi e locali al fine di dimostrare la situazione di benessere degli ebrei di Theresienstadt. I danesi che la Croce Rossa visitò erano stati temporaneamente spostati in camere riverniciate di fresco, e non c'erano più di tre occupanti per camera. Gli ospiti poterono apprezzare l'esecuzione dell'opera musicale Brundibar (scritta dal deportato Hans Krása) eseguita dai bambini del campo.
La mistificazione operata nei confronti della Croce Rossa fu così riuscita che i tedeschi girarono un film di propaganda a Theresienstadt le cui riprese iniziarono il 26 agosto 1944 e furono completate nella prima metà del mese di settembre. Diretto da Kurt Gerron (un regista, cabarettista e attore ebreo apparso con Marlene Dietrich nel film L'angelo azzurro), esso era destinato a mostrare il benessere degli ebrei sotto la "benevolente" protezione del Terzo Reich. Sotto minaccia nazista, in cambio del film, il regista ebbe la promessa d'aver salva la vita. Dopo le riprese la maggior parte del cast, e lo stesso regista, vennero invece deportati ad Auschwitz dove Gerron e sua moglie vennero uccisi nelle camere a gas il 28 ottobre 1944. Il film completo non venne mai proiettato ma alcuni spezzoni vennero utilizzati dalla propaganda tedesca ed oggi ne rimangono solo alcuni frammenti.
Comunemente intitolato Der Führer schenkt den Juden eine Stadt (Il Führer dona una città agli ebrei), il nome corretto del film è: Theresienstadt. Ein Dokumentarfilm aus dem jüdischen Siedlungsgebiet (in italiano: Terezin: Un documentario sul reinsediamento degli ebrei).

## Le deportazioni e il campo per le famiglie di Terezín a Auschwitz-Birkenau

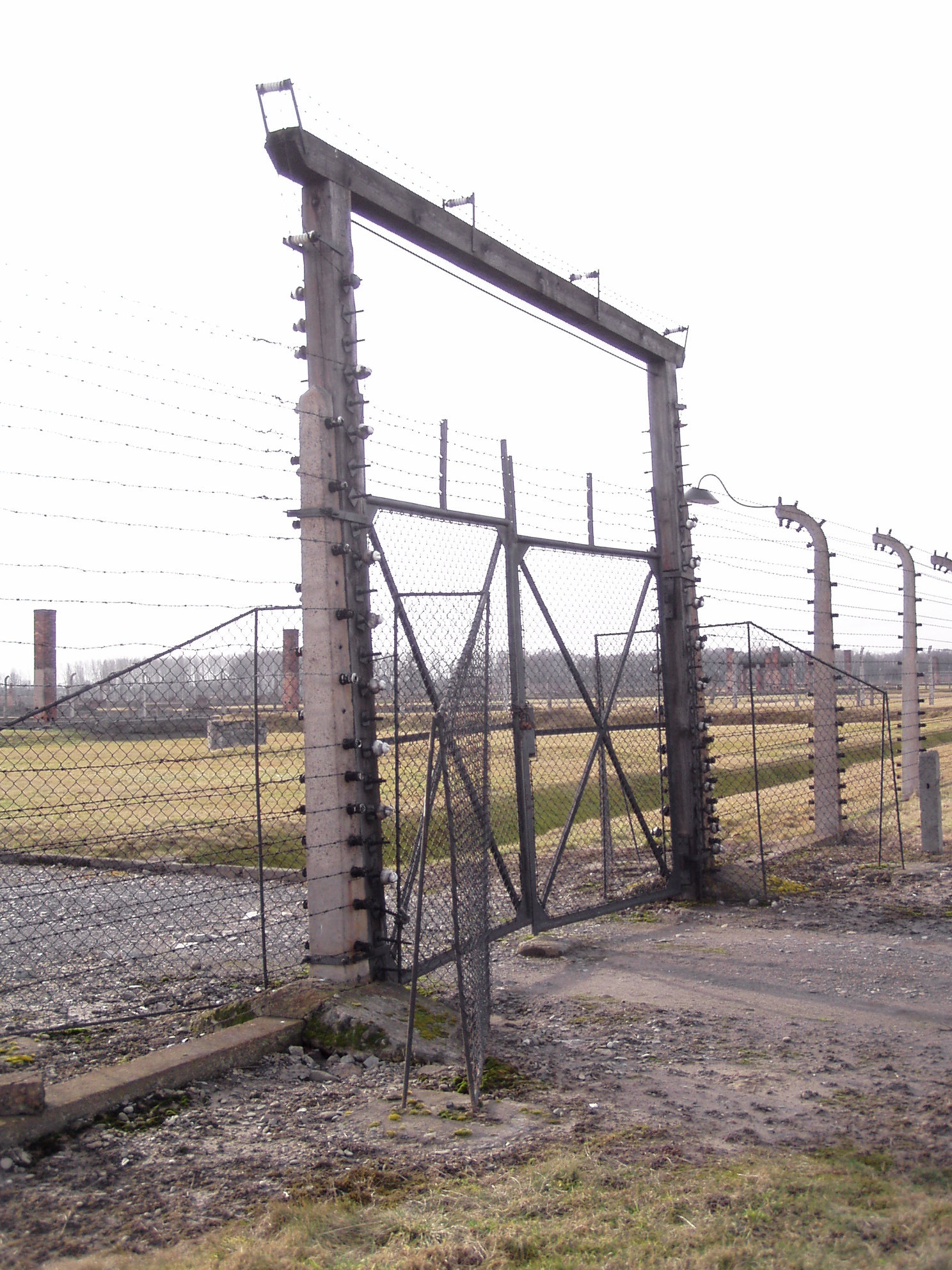
L'ingresso del Theresienstädter Familienlager a Auschwitz-Birkenau

I primi convogli di deportati (2-3 al mese) partirono da Terezin per i ghetti dell'est già nel gennaio 1942 con una media di 1000 persone ciascuno e proseguirono con cadenza regolare per tutta la durata della guerra. Arrivare nei ghetti dell'est nel 1942 significava solo un momento di passaggio per i campi di sterminio o, nel migliore dei casi e solo per pochi, per il lavoro coatto. Dal maggio 1942 si pensò di evitare l'inutile tappa intermedia, inviando i deportati direttamente ai campi di sterminio di Sobibor, Maly Trostenets e Treblinka e quindi dalla fine di ottobre 1942 ad Auschwitz che dal quel momento divenne la meta privilegiata dei trasporti che cessarono solo alla fine di ottobre 1944. Le superiori capacità di sterminio di Treblinka e Auschwitz permisero di inviare in ogni convoglio anche 2 000-2 500 persone alla volta.
Per alcuni mesi (tra il settembre 1943 e il luglio 1944), in rapporto alle attività propagandistiche in atto a Terezin, le autorità naziste decisero di duplicare a Birkenau (sezione BIIb) le condizioni del "ghetto-modello" di Terezin, attraverso la creazione di una sezione speciale, il cosiddetto Theresienstädter Familienlager o campo per le famiglie di Terezín a Auschwitz-Birkenau, dove trovarono sistemazione temporanea circa 17 500 ebrei provenienti da Terezin. Un paio di settimane dopo la visita della Croce Rossa a Terezin nel giugno 1944, il campo per famiglie di Birkenau fu liquidato tra il 10 e il 12 luglio 1944 e quasi tutti i prigionieri furono avviati alle camere a gas. Per tutti gli altri trasporti per Auschwitz, giunti nel periodo anteriore al settembre 1943 o successivamente al luglio 1944, si seguirono le "normali" procedure di selezione e di sterminio.
| Data (a.m.g) | Destinazione                                        | Deportati  |
| ------------ | --------------------------------------------------- | ---------- |
| 1942         |                                                     |            |
| 1942.01.09   | Ghetto di Riga (Lettonia)                           | 1 000      |
| 1942.01.15   | Ghetto di Riga (Lettonia)                           | 1 000      |
| 1942.03.11   | Ghetto di Izbica (Polonia)                          | 1 001      |
| 1942.03.17   | Ghetto di Izbica (Polonia)                          | 1 000      |
| 1942.04.01   | Ghetto di Piaski (Polonia)                          | 1 000      |
| 1942.04.18   | Ghetto di Rejowiec (Polonia)                        | 1 000      |
| 1942.04.23   | Ghetto di Lublino (Polonia)                         | 1 000      |
| 1942.04.25   | Ghetto di Varsavia (Polonia)                        | 1 000      |
| 1942.04.27   | Ghetto di Izbica (Polonia)                          | 1 000      |
| 1942.04.27   | Ghetto di Lublino (Polonia)                         | 1 000      |
| 1942.04.28   | Ghetto di Zamość (Polonia)                          | 1 000      |
| 1942.04.30   | Ghetto di Zamość (Polonia)                          | 1 000      |
| 1942.05.09   | Campo di sterminio di Sobibór (Polonia)             | 1 000      |
| 1942.05.09   | Campo di concentramento di Ossowa (Polonia)         | 1 000      |
| 1942.05.17   | Ghetto di Lublino (Polonia)                         | 1 000      |
| 1942.05.17   | Campo di sterminio di Sobibór (Polonia)             | 1 000      |
| 1942.05.25   | Ghetto di Lublino (Polonia)                         | 1 000      |
| 1942.06.12   | Campo di concentramento di Trawniki (Polonia)       | 1 000      |
| 1942.06.13   | Campo di sterminio di Sobibór (Polonia)             | 1 000      |
| 1942.07.14   | Ghetto di Minsk (Bielorussia)                       | 1 000      |
| 1942.07.28   | Ghetto di Baranavichy (Bielorussia)                 | 1 000      |
| 1942.08.04   | Campo di sterminio di Maly Trostenets (Bielorussia) | 1 000      |
| 1942.08.20   | Ghetto di Riga (Lettonia)                           | 1 000      |
| 1942.08.25   | Campo di sterminio di Maly Trostenets (Bielorussia) | 1 000      |
| 1942.09.01   | Raasiku Campo di concentramento di Jägala (Estonia) | 1 000      |
| 1942.09.08   | Campo di sterminio di Maly Trostenets (Bielorussia) | 1 000      |
| 1942.09.19   | Campo di sterminio di Treblinka (Polonia)           | 2 005      |
| 1942.09.21   | Campo di sterminio di Treblinka (Polonia)           | 2 020      |
| 1942.09.22   | Campo di sterminio di Maly Trostenets (Bielorussia) | 1 000      |
| 1942.09.23   | Campo di sterminio di Treblinka (Polonia)           | 1 980      |
| 1942.09.26   | Campo di sterminio di Treblinka (Polonia)           | 2 004      |
| 1942.09.29   | Campo di sterminio di Treblinka (Polonia)           | 2 000      |
| 1942.10.05   | Campo di sterminio di Treblinka (Polonia)           | 1 000      |
| 1942.10.08   | Campo di sterminio di Treblinka (Polonia)           | 1 000      |
| 1942.10.15   | Campo di sterminio di Treblinka (Polonia)           | 1 998      |
| 1942.10.19   | Campo di sterminio di Treblinka (Polonia)           | 1 984      |
| 1942.10.22   | Campo di sterminio di Treblinka (Polonia)           | 2 018      |
| 1942.10.26   | Campo di sterminio di Auschwitz-Birkenau (Polonia)  | 1 866      |
| 1943         |                                                     |            |
| 1943.01.20   | Campo di sterminio di Auschwitz-Birkenau (Polonia)  | 2 000      |
| 1943.01.23   | Campo di sterminio di Auschwitz-Birkenau (Polonia)  | 2 000      |
| 1943.01.26   | Campo di sterminio di Auschwitz-Birkenau (Polonia)  | 1 000      |
| 1943.01.29   | Campo di sterminio di Auschwitz-Birkenau (Polonia)  | 1 000      |
| 1943.02.01   | Campo di sterminio di Auschwitz-Birkenau (Polonia)  | 1 001      |
| 1943.09.06   | Campo di sterminio di Auschwitz-Birkenau (Polonia)  | 2 479      |
| 1943.09.06   | Campo di sterminio di Auschwitz-Birkenau (Polonia)  | 2 528      |
| 1943.10.05   | Campo di sterminio di Auschwitz-Birkenau (Polonia)  | 1 196 + 53 |
| 1943.12.15   | Campo di sterminio di Auschwitz-Birkenau (Polonia)  | 2 504      |
| 1943.12.18   | Campo di sterminio di Auschwitz-Birkenau (Polonia)  | 2 503      |
| 1944         |                                                     |            |
| 1944.03.20   | Campo di sterminio di Auschwitz-Birkenau (Polonia)  | 0045       |
| 1944.05.15   | Campo di sterminio di Auschwitz-Birkenau (Polonia)  | 2 503      |
| 1944.05.16   | Campo di sterminio di Auschwitz-Birkenau (Polonia)  | 2 500      |
| 1944.05.17   | Campo di concentramento di Bergen-Belsen (Germania) | 0005       |
| 1944.05.18   | Campo di sterminio di Auschwitz-Birkenau (Polonia)  | 2 500      |
| 1944.07.01   | Campo di sterminio di Auschwitz-Birkenau (Polonia)  | 0010       |
| 1944.07.04   | Campo di concentramento di Bergen-Belsen (Germania) | 0015       |
| 1944.09.27   | Campo di concentramento di Bergen-Belsen (Germania) | 0020       |
| 1944.09.28   | Campo di sterminio di Auschwitz-Birkenau (Polonia)  | 2 499      |
| 1944.09.29   | Campo di sterminio di Auschwitz-Birkenau (Polonia)  | 1 500      |
| 1944.10.01   | Campo di sterminio di Auschwitz-Birkenau (Polonia)  | 1 500      |
| 1944.10.04   | Campo di sterminio di Auschwitz-Birkenau (Polonia)  | 1 500      |
| 1944.10.06   | Campo di sterminio di Auschwitz-Birkenau (Polonia)  | 1 550      |
| 1944.10.09   | Campo di sterminio di Auschwitz-Birkenau (Polonia)  | 1 600      |
| 1944.10.12   | Campo di sterminio di Auschwitz-Birkenau (Polonia)  | 1 500      |
| 1944.10.16   | Campo di sterminio di Auschwitz-Birkenau (Polonia)  | 1 500      |
| 1944.10.19   | Campo di sterminio di Auschwitz-Birkenau (Polonia)  | 1 500      |
| 1944.10.23   | Campo di sterminio di Auschwitz-Birkenau (Polonia)  | 1 715      |
| 1944.10.28   | Campo di sterminio di Auschwitz-Birkenau (Polonia)  | 2 038      |

## La fine
Cessato ogni sforzo propagandistico, alla fine di settembre del 1944 fu presa la decisione di liquidare il campo. Dal 28 settembre al 28 ottobre 1944 da Theresienstadt partirono undici treni che portarono ad Auschwitz, verso la morte, 18.402 persone, tra i quali moltissimi dei bambini del campo. Nel tentativo di eliminare le prove delle migliaia di persone morte nel campo, si ordinò il 31 ottobre 1944 che le ceneri dei deceduti fossero disperse nel fiume; una catena di donne e di bambini eseguì il lavoro durante la notte. Un tentativo di creare nel 1945 una camera a gas nei sotterranei della "piccola fortezza" fallì per la ribellione dei prigionieri..
Resosi impossibile ogni tentativo di liquidazione del campo, il direttore del campo cercò di trattare la resa, barattando le vite dei superstiti in cambio dell'impunità. Nel febbraio 1945, a un treno con 1 200 ebrei fu consentito di raggiungere il territorio svizzero, mentre il 15 aprile fu permesso il rimpatrio dei 423 ebrei danesi.
D'altro lato, il flusso degli arrivi al campo continuò ininterrotto, anche quando era chiaro che la guerra era perduta per i tedeschi. Gruppi consistenti di ebrei giunsero ancora l'8 marzo 1945 dall'Ungheria e ai primi di aprile dalla Slovacchia. Nelle ultime concitate settimane di vita del campo circa 15 000 prigionieri arrivarono da altri campi di concentramento, aggiungendosi agli oltre 17 000 che già vi risiedevano. Il 5 maggio il campo fu affidato alla Croce Rossa e cinque giorni dopo vi giunsero le truppe sovietiche. Al loro arrivo vi trovarono oltre 30 000 persone, così suddivisi:
(a) 17 973 erano i sopravvissuti, tra coloro che era giunti al campo tra il 24 novembre 1941 e il 20 aprile 1945, di cui:
- 7 503 dal Protettorato di Boemia e Moravia;
- 5 300 dalla Germania;
- 1 311 dall'Austria;
- 1 295 dai Paesi Bassi;
- 1 396 dalla Slovacchia
- 1 168 dall'Ungheria.

(b) Ad essi vanno aggiunti oltre 13 000 prigionieri sopravvissuti tra coloro che evacuati da altri campi di concentramento erano arrivati a Theresienstadt tra il 20 aprile e il 6 maggio 1945, spesso in condizioni terribili per la fame e le malattie, dopo estenuanti marce della morte. Tra essi vi erano anche Goti Herskovits Bauer, Frida Misul e Elisa Springer.
Tra i superstiti si contarono 1.633 bambini e adolescenti, equamente divisi tra veterani del campo e nuovi arrivati da altri campi.
Si continuò a morire anche dopo la liberazione. Un'epidemia di tifo si era diffusa con l'arrivo al campo di prigionieri evacuati da Auschwitz e Ravensbruck. Ci vollero settimane per riportare la situazione sotto controllo. I 500 malati del 6 maggio 1945 erano diventati 2 950 il 19 maggio. Solo dopo che tutti i malati furono isolati in un ospedale la situazione cominciò a migliorare ma solo il 13 giugno si poté annunciare la fine dell'emergenza. Nel frattempo 920 persone erano decedute, tra cui anche una dozzina tra medici e infermiere.

## Kleine Festung- piccola fortezza (1940-1945)
La piccola fortezza (in ceco: Malá pevnost, in tedesco: Kleine Festung) faceva parte del complesso di fortificazioni sulla riva sinistra del fiume Ohře e venne utilizzata dalla Gestapo, a partire dal 1940, come prigione (la più grande dell'intero protettorato di Boemia e di Moravia). Essa era separata e non in relazione con il ghetto ebraico o campo di concentramento di Theresienstadt che si trovava nella fortezza grande sulla riva destra del fiume. Circa 90 000 persone transitarono per la fortezza piccola per essere poi normalmente smistate verso i diversi campi di concentramento. 2 600, però, vi vennero giustiziati, affamati o vi morirono per malattia.

## Terezin nella memoria

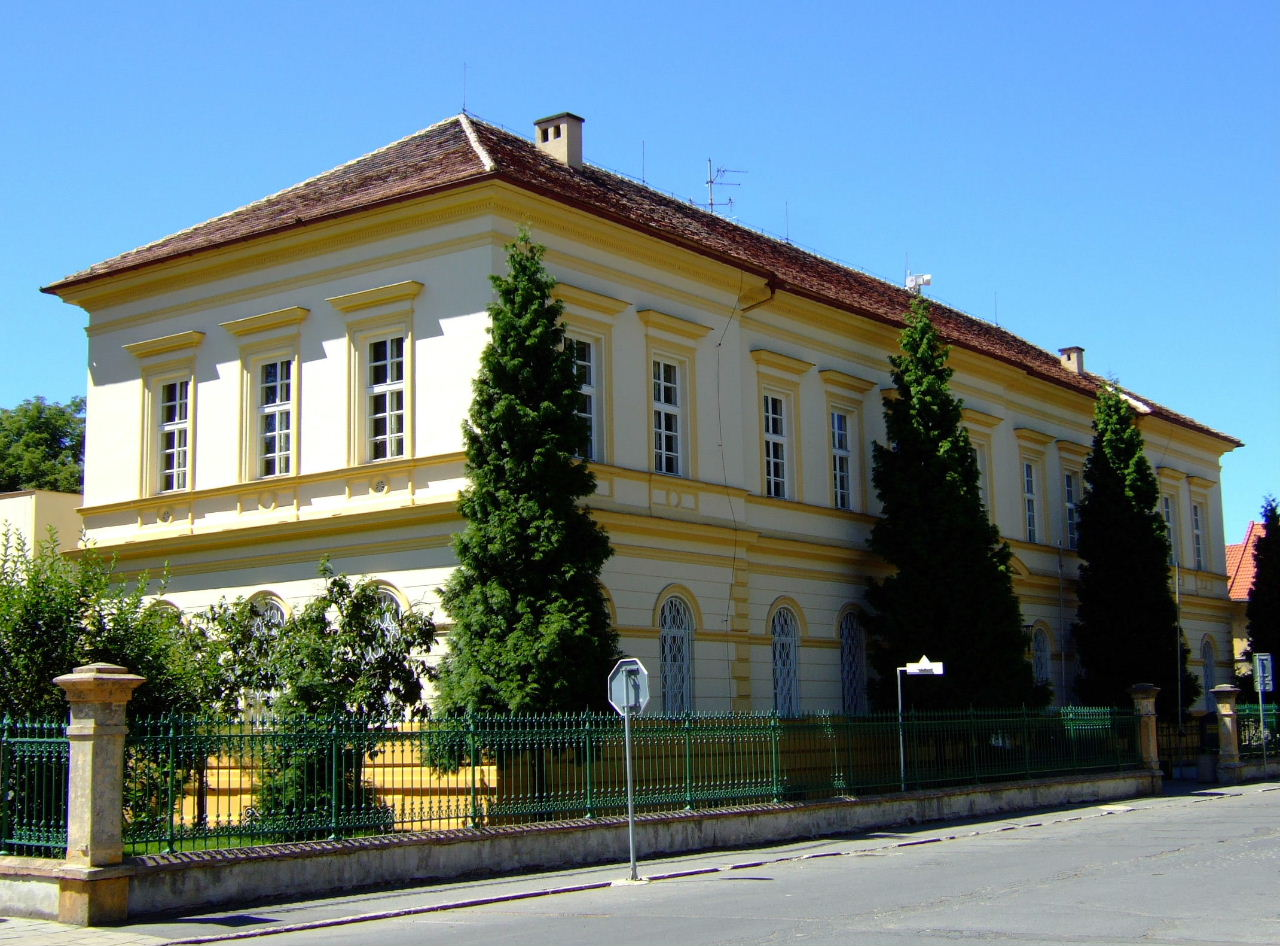
Il Museo del Ghetto a Terezín - la struttura museale del "Memoriale"

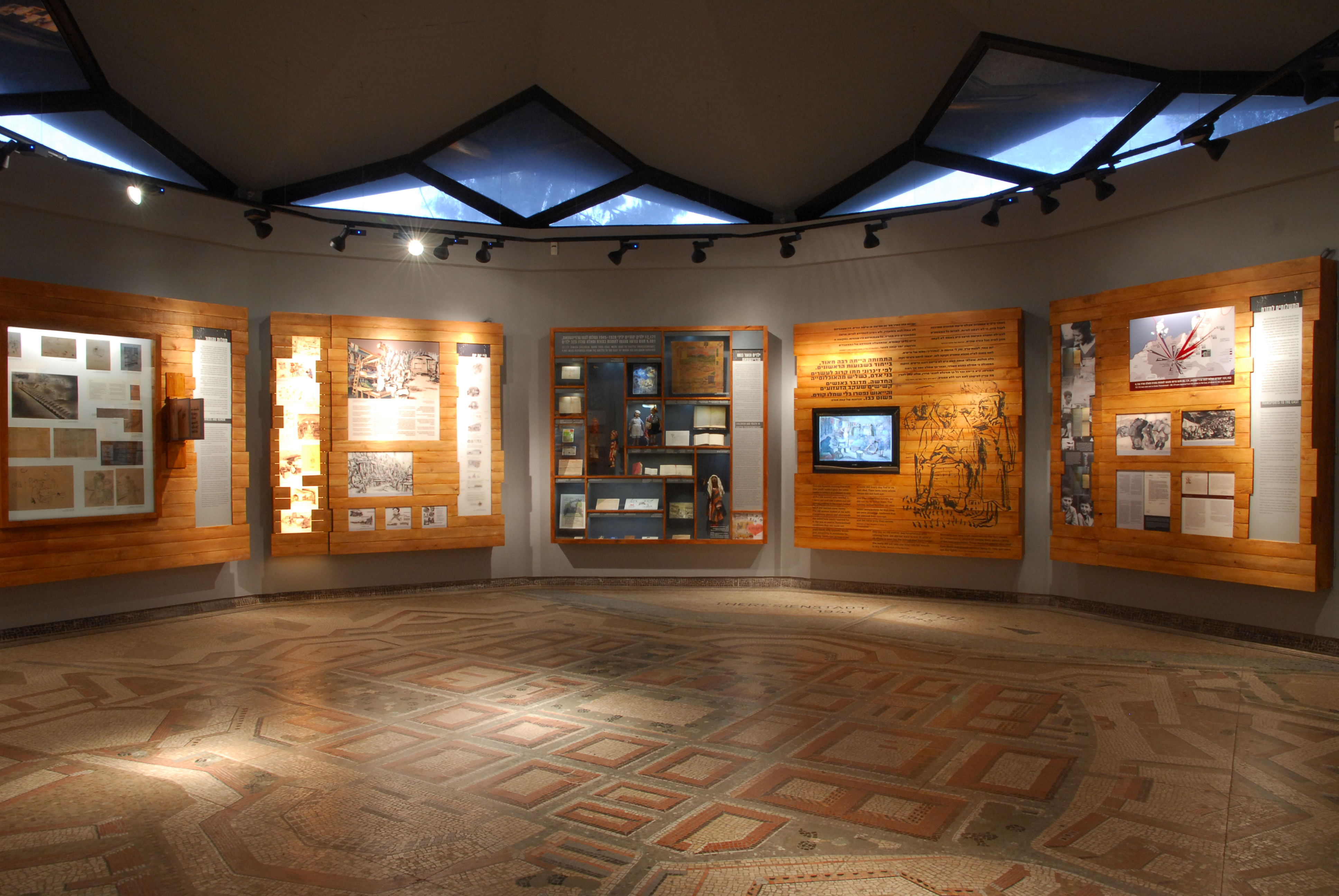
Il Museo dedicato a Theresienstadt (1941-1945), presso il kibbutz "Givat Haim" nei pressi di Hadera in Israele. Si noti sul pavimento il mosaico colorato, una mappa del ghetto del 1941

I principali luoghi della memoria che commemorano le vittime di Theresienstadt sono due e si trovano a Terezín nella Repubblica Ceca e nei pressi di Hadera in Israele.
Nel 1947, «su iniziativa del governo cecoslovacco», appena formatosi, fu istituito il National Memorial cambiato poi in Terezin Memorial .
Il Memoriale di Terezin è esclusivo, infatti rappresenta l'unica istituzione del genere esistente nella Repubblica Ceca. Gli scopi del Memoriale sono enunciati dagli stessi organizzatori: «La missione fondamentale del Memoriale di Terezin Memorial [...] è quello di commemorare le vittime della persecuzione politica e razziale nazista durante l'occupazione delle terre ceche nella seconda guerra mondiale. Promuovere la ricerca e l'attività didattica museale, e occuparsi dei luoghi della memoria connessi con la sofferenza e la morte di decine di migliaia di vittime della violenza.». Nel 2014 furono più di 250 000 i visitatori dell'area delil Memoriale e più di 170.000 coloro che visitatono il Museo del ghetto con un numero sempre più crescente negli anni.
Nel 1975, viene istituito presso il kibbutz Givat Haim nelle vicinanze della città di Hadera in Israele, un museo e memoriale dedicato a Terezin: Beit Terezin (letteralmente: "casa Theresienstadt"). La missione del memoriale è quella di preservare la memoria dei prigionieri del ghetto di Terezin che morirono durante l'Olocausto, oltre che quello di essere uno spazio educativo e culturale. Il memoriale fu pensato già nel 1955 su iniziativa di cinquecento sopravvissuti di Terezin e del movimento giovanile sionista. Nell'area del memoriale c'è un museo con diversi spazi espositivi, gallerie, una biblioteca e un centro educativo per studenti e studiosi di tutto il mondo che vogliono approfondire i dati storici del ghetto e conoscere il destino delle persone che vissero a Terezin.
Un archivio di migliaia di oggetti originali che documentano la vita del ghetto, fa del Beit Terezin uno dei musei dell'olocausto più rappresentativi e più completi nella descrizione particolareggiata del Campo di concentramento di Theresienstadt. Come per l'archivio di Yad Vashem studiato per raccogliere tutti i nomi degli ebrei che morirono durante l'olocausto, l'archivio di Beit-Terezin è stato creato con la capacità di registrare più di 160 000 ex prigionieri cechi, slovacchi, austriaci, tedeschi, olandesi, danesi e di altri paesi dell'Europa Centrale, ovvero il numero totale di chi transitò da Theresienstad e di cui la stragrande maggioranza, perì nell'olocausto.

## Personaggi legati al campo
I personaggi noti, di transito nel campo per essere avviati ai campi di sterminio, che trovarono la morte nel campo o che sopravvissero alla Shoah, furono moltissimi se si considera che Theresienstadt fu un campo "atipico" rispetto tutti gli altri campi di transito, concentramento e sterminio della Germania nazista. Moltissimi gli «intellettuali famosi» ebrei, gli artisti, i pittori, gli scrittori e i musicisti provenienti da tutta Europa. Quello proposto è quindi "un campione" fra centinaia di questi noti personaggi.

### Vittime
- Robert Desnos, poeta e scrittore francese di Parigi nato il 4 luglio 1900 e morto di tifo l'8 giugno 1945 a 44 anni a Theresienstadt.
- Petr Ginz (1928-1944), il fondatore e editore della rivista Vedem
- Pavel Haas, compositore ceco, morto ad Auschwitz nel 1944, due mesi dopo la realizzazione del film propaganda su Theresienstadt.
- Max Herrmann, docente universitario, storico tedesco, nato il 14 maggio 1865 a Berlino e morto il 17 novembre 1942 a Theresienstadt.
- Hans Krása, compositore ceco, morto ad Auschwitz nel 1944.
- Gideon Klein, compositore e pianista ceco, muore nel 1945 a Fürstengrube sottocampo di Auschwitz III.
- Georg Alexander Pick, matematico austriaco, muore il 26 luglio 1942 a Theresienstadt.
- Clementine Plessner, attrice austriaca, morta a Theresienstadt il 27 febbraio 1943.
- Elise Richter, filologa austriaca, morta a Theresienstadt il 21 giugno 1943.
- Rafael Schächter (25 maggio 1905), compositore cecoslovacco, pianista e direttore d'orchestra di origine ebraica, organizzatore della vita culturale nel campo di concentramento di Theresienstadt. Trasferito da Terezin ad Auschwitz, trova la morte durante la marcia della morte per l'evacuazione del campo di sterminio nel 1945.
- Zikmund Schul, compositore tedesco, morto a Theresienstadt nel 1944.
- Honza Treichlinger (1930-1944), cantante e attore, protagonista dell'opera Brundibar
- Viktor Ullmann, (Český Těšín, 1º gennaio 1898) è stato un compositore, direttore d'orchestra e pianista austriaco, ebreo di origini slesiane. Trovò la morte il 18 ottobre del 1944 ad Auschwitz, ovvero due giorni dopo il suo trasferimento da Theresienstadt.
- Bedřich Fritta, vignettista di Praga arrivato a Terezin nel 1941 e morto ad Auschwitz nel 1944.

### Superstiti
- Karel Ančerl (1908-1973), direttore di orchestra ceco.[57] Deportato a Auschwitz.
- Agata Goti Herskovits Bauer (n. 1924), una fra le più attive ed instancabili testimoni della Shoah italiana. Giunta a Theresienstadt alla fine della guerra, dopo la deportazione ad Auschwitz.
- Ruth Bondy (1923-2017), scrittrice, giornalista e traduttrice ceca, deportata ad Auschwitz e liberata a Bergen-Belsen
- Alice Herz-Sommer (1903-2014), celebre pianista ceca, liberata a Theresienstadt.
- Ivan Klíma (n. 1931), scrittore ceco, liberato a Theresienstadt.
- Arnošt Lustig (1926-2011), scrittore ceco, deportato a Auschwitz.
- Benjamin Murmelstein (1905-1989), uno dei presidenti del Consiglio ebraico di Theresienstadt, deportato a Auschwitz.
- Milada Horáková (1901-1950), giurista e politica cecoslovacca, esponente della resistenza antinazista e anticomunista

## Film e documentari
- Theresienstadt. Ein Dokumentarfilm aus dem jüdischen Siedlungsgebiet (Terezin: Un documentario sul reinsediamento degli ebrei), conosciuto anche come Der Führer schenkt den Juden eine Stadt (Il Führer dona una città agli ebrei) di Kurt Gerron, Germania 1944, documentario di propaganda nazista, durata 90 minuti[58]
- L'ultimo degli ingiusti (titolo originale: Le Dernier des Injustes) di Claude Lanzmann, Francia, Austria 2013, Documentario colore, durata 110 minuti[59]

## Musica
- Oratorio per Terezin, 2003, di Ruth Fazal, musicista e compositrice britannica[60] che vive in Canada. Compose l'oratorio per orchestra, con coro di voci bianche, coro di adulti e tre cantanti solisti. L'oratorio si basa sulle poesie dei bambini di Terezín e su passi delle Scritture Ebraiche. La prima fu presentata a Toronto, e successivamente negli auditorium di Praga, Brno, Vienna e Bratislava, e in molti luoghi di Israele. È stato anche il principale evento culturale della Giornata della Memoria nel 2005 a Tel Aviv. e nel 2007 al Carnegie Hall di New York[61].
- Terezín - Theresienstadt[62], album svedese del 2008 cantato dal mezzosoprano Anne Sofie von Otter, Bengt Forsberg, Christian Gerhaher e Daniel Hope
- Refuge in Music, Documentario sui musicisti rinchiusi a Terezin - Hope/Otter/Gerhaher/Risenfors, regia Benedict Mirow - 2013 Deutsche Grammophon, mezzosoprano Anne Sofie von Otter.
- Terezín: The Music 1941-1944. Musica scritta dai detenuti musicisti nel campo di concentramento di Terezín: Viktor Ullmann, Pavel Haas, Gideon Klein e Hans Krása. Realizzato grazie al United States Holocaust Memorial Museum, Londra 1991[63]